# Within Our Gates
Within Our Gates ist ein US-amerikanisches Stummfilmdrama des Regisseurs Oscar Micheaux aus dem Jahr 1920. Es entstand als direkte Reaktion auf David Wark Griffiths Die Geburt einer Nation und gilt als der älteste erhaltene Film eines afroamerikanischen Regisseurs.

## Handlung
Die junge afroamerikanische Lehrerin Sylvia Landry, die aus dem Süden kommt, reist nach Chicago, um Geld für eine Schule zu sammeln. Dort lernt sie Dr. Vivian kennen, der sich in sie verliebt. Als Sylvia von der reichen Philanthropin Mrs. Warwick eine Spende von 50.000 Dollar erhält, kehrt sie in den Süden zurück.
Dr. Vivian folgt ihr und sucht ihre Cousine Alma auf, die ihm von Sylvias Vergangenheit erzählt: Ihr Adoptivvater wurde zu Unrecht des Mordes an dem reichen Grundbesitzer Philip Gridlestone beschuldigt und gemeinsam mit seiner Frau gelyncht. Dem Sohn der Familie gelang die Flucht zu Pferde. Sylvia wurde beim Versuch Nahrung für die versteckt lebende Familie zu beschaffen, von Gridlestones Bruder Armand eingeholt. Als Armand sie vergewaltigen wollte, erkannte er an einer Narbe auf Sylvias Brust, dass sie seine Tochter aus einer früheren Ehe mit einer schwarzen Frau war und floh. Dr. Vivian findet Sylvia und erinnert sie an den großen Beitrag den Afroamerikaner für die Geschichte der USA geleistet haben und rät ihr trotz allem ihr Land zu lieben. Der Film endet mit der Heirat von Sylvia und Dr. Vivian. 

## Hintergrund
1915 veröffentlichte David Wark Griffith sein Historienepos Die Geburt einer Nation, in dem der Ku Klux Klan als Retter des Südens dargestellt wird. Vier Jahre später kam es in Chicago zu schweren Ausschreitungen von Weißen gegenüber Schwarzen. 38 Afroamerikaner wurden ermordet und tausende wurden obdachlos. Beide Ereignisse inspirierten Oscar Micheaux, einen Film zu drehen, der sich mit der Situation der Schwarzen in den Vereinigten Staaten zur Zeit der Jim-Crow-Gesetze auseinandersetzt. Within Our Gates war der zweite Film des Regisseurs und entstand mit einem Budget von etwa 15.000 Dollar.
Nach seiner Fertigstellung im Dezember 1919 wurde das Werk von der Zensurbehörde in Chicago zunächst abgelehnt, da man befürchtete, es könne weitere Unruhen auslösen. Andere Städte wie Omaha und New Orleans schlossen sich dieser Auffassung an. Micheaux entschärfte daraufhin vermutlich einige der kontroversen Szenen. Am 12. Januar 1920 kam Within Our Gates landesweit in die Kinos. Etwa sechs Monate später wurde der Film erneut gekürzt.
Within Our Gates galt lange Zeit als verschollen. Erst Anfang der 1990er Jahre wurde in Madrid eine nahezu vollständige Kopie des Films mit dem Titel La Negra gefunden. 1993 gab die Library of Congress eine Restauration in Auftrag. Die spanischen Zwischentitel wurden von Gene DeAnna ins Englische übersetzt.
Heute gilt das Werk als ein wichtiges Dokument der Rassendiskriminierung nach dem Ersten Weltkrieg. Within Our Gates ist vermutlich der älteste erhaltene Film eines afroamerikanischen Regisseurs. 1992 wurde er in das National Film Registry aufgenommen.